# Уровень адаптации ATM 2
Уровень адаптации ATM 2 (AAL2) (англ. ATM Adaptation Layer 2) — уровень адаптации ATM для асинхронного метода передачи данных (ATM), использующийся в основном в телекоммуникациях. Например, она используется для интерфейсов Iu в Универсальной мобильной телекоммуникационной системе, а также для передачи цифрового голоса. Стандартными спецификациями, связанными с AAL2, являются стандарты ITU I.363.2 и I366.1.

## AAL2
AAL2 представляет собой услугу с переменной скоростью передачи битов, ориентированную на соединение, с низкой задержкой. Изначально AAL2 использовался при конвертации речи для передачи по АТМ. Как и другие адаптационные уровни ATM, AAL2 отвечает за сегментирование и повторную сборку пакетов более высокого уровня в ячейки ATM. В случае с передачей голоса пакеты данных, содержащие голосовую и управляющую информацию. AAL2 дополнительно разделен на два подуровня, которые помогают с отображением сервисов верхнего уровня к ячейкам ATM. Они называются подуровнем сходимости для конкретных сервисов (SSCS) и подуровнем общей части (CPS).
Протокол AAL2 эффективнее других в упаковке множества небольших пакетов в одну ячейку ATM стандартного размера 53 байта. Таким образом, однобайтовый пакет больше не занимает целую ячейку, в которой 52 неиспользуемых байта из 53 (то есть 98 %). Потенциально 11 однобайтовых пакетов CPS (плюс 3/4 12-го пакета CPS) могут сжаться в одну ячейку. Конечно, пакеты CPS могут быть других размеров с другими CID. Когда передача готова, все пакеты CPS мультиплексируются в одну ячейку и передаются по стандартной сетевой инфраструктуре ATM.
Транспортные сети для ATM хорошо стандартизированны для оптоволокна (SDH/Sonet, то есть STM-1/OC-3 и выше) и медных кабелей (PDH, то есть стационарные линии с E1/T1/JT1 и более высокой пропускной способностью) на основе синхронных сетей со встроенным резервированием и с сетевыми OAM особенностями, которые отсутствовали в Ethernet-сети изначально (ради упрощения), но не были добавлены в стандарт metro Ethernet.
AAL2 является одним из примеров преимущества ATM, как общего стандарта для протоколов второго уровня. Эффективность обработки небольших пакетов ATM/AAL2 сильно контрастирует с эффективностью Ethernet, в соотношении 1 байт для AAL2 пакета CPS к 46 байтам соответственно.
AAL2 — используется во всех lu интерфейсах, то есть интерфейсах между основными станциями UMTS и UMTS контроллерами радиосети (RNC) (Iu-B), inter-RNCs (Iu-R), UMTS RNC и UMTS Serving GPRS Support Nodes (SGSN) (Iu-PS), UMTS RNC и медиашлюзами (MGW) (Iu-CS).

## AAL2 и ATM ячейка
Основным компонентом AAL2 является пакет CPS. Пакет CPS представляет собой неотправленный блок данных, который может пересекать ячейки ATM и может начинаться с любого места в полезной нагрузке (payload) ячейки ATM, кроме начального поля (STF). STF является первым байтом из 48-байтовой полезной нагрузки ATM. STF выдает индекс байта в ячейку ATM, где начинается первый пакет CPS в этой ячейке. Байт 0 — это STF. Данные из байта 1… (STF+1), является трансграничным остатком последнего пакета CPS предыдущей ячейки ATM. Если нет остатка от предыдущей ячейки, STF равно 0, и первый байт ячейки после STF также является местоположением начала первого пакета CPS.
Формат 1 байта STF в начале ячейки ATM:
- 6 бит — поле смещения (OSF)
- 1 бит — порядковый номер (SN)
- 1 бит — четность (P)

### OSF
Поле смещения содержит двоичное значение смещения в октетах между концом бита P и началом полезной нагрузки CPCS-PDU. Значения больше 47 не допускаются.

### SN
Порядковый номер обозначает поток CPCS-PDU.

### P
Бит чётности используется для обнаружения ошибок в полях OSF и SN.
Если ячейка ATM содержит менее 47 байт, остальная часть заполняется заполнением.

## AAL2u
Одна распространенная адаптация AAL2, AAL2u, вообще не использует поле STF. В этом случае единственный пакет CPS выравнивается по началу ячейки. AAL2u используется не в стандартизованных интерфейсах, а в реализациях запатентованного оборудования, где мультиплексирование/демультиплексирование и т. д., при использовании стандартных AAL2, либо слишком трудоемко, либо не поддерживается, либо требуется слишком много служебных данных (то есть 1 байт STF) с точки зрения внутренней системы. Большинство компьютерных чипов не поддерживают AAL2, поэтому удаление этого слоя облегчает взаимодействие между интерфейсом ATM и остальной сетью.

## AAL2 и CPS пакет
Пакет CPS имеет 3-байтовый заголовок и полезную нагрузку от одного до 45 октетов. Стандарт также определяет 64-октетный режим, но это обычно не используется в реальных 3G сетях.
3-байтовый заголовок CPS содержит следующие поля:
- 8 bits — идентификатор канала (CID)
- 6 bits — индикатор длины (LI)
- 5 bits — индикация от пользователя к пользователю (UUI)
- 5 bits — контроль ошибок заголовка (HEC)

### CID
Идентификатор канала определяет пользователя канала. Канал AAL2 является двунаправленным каналом, и одно и то же значение идентификации канала используется для обоих направлений. Максимальное количество мультиплексированных пользовательских каналов составляет 248. Поскольку некоторые каналы зарезервированы для других целей, например, для управления одноранговым уровнем.
CE: CID канального элемента = CE — E + ID

### LI
Индикатор длины указывает длину (количество октетов) информационного поля CPS и может иметь значение от 1 до 45 (по умолчанию) или иногда от 1 до 64. Для данного CID все каналы должны иметь одинаковую максимальную длину (45 или 64 октета) NB: LI на один меньше фактической длины полезной нагрузки, так что 0 соответствует минимальной длине 1 октет, а 0x3f — 64 октета.

### UUI
Индикация от пользователя к пользователю обеспечивает прозрачную передачу определённой информации между пользователями. Например, в SSSAR UUI используется для указания, что это окончательный пакет CPS для PDU SSSAR.

### HEC
Это управление ошибками заголовка и проверка ошибок в полях CID, LI и UUI. Полиномом генератора для HEC CPS является:
{\displaystyle G(x)=x^{5}+x^{2}+1}

## Дополнительные ссылки
- Broadband Forum — ATM Forum Technical Specifications
- AAL2 ITU Standard